# Ceratogomphus pictus
Ceratogomphus pictus là loài chuồn chuồn trong họ Gomphidae. Loài này được Hagen in Selys mô tả khoa học đầu tiên năm 1854.

## Hình ảnh

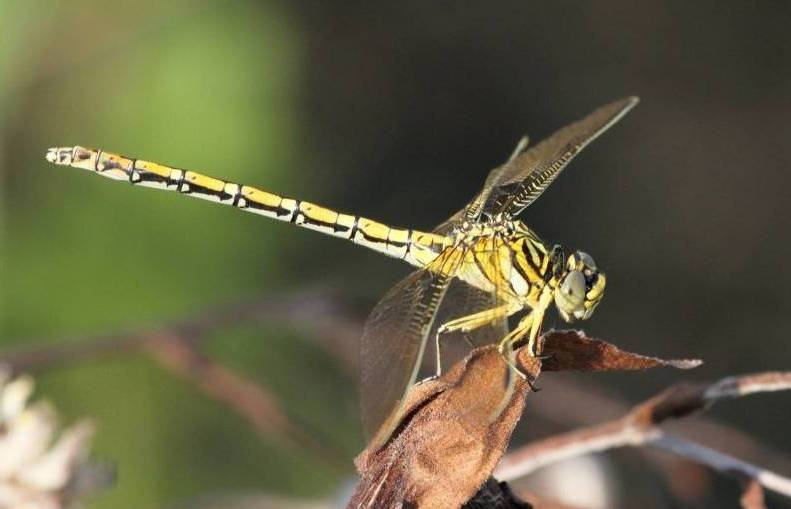
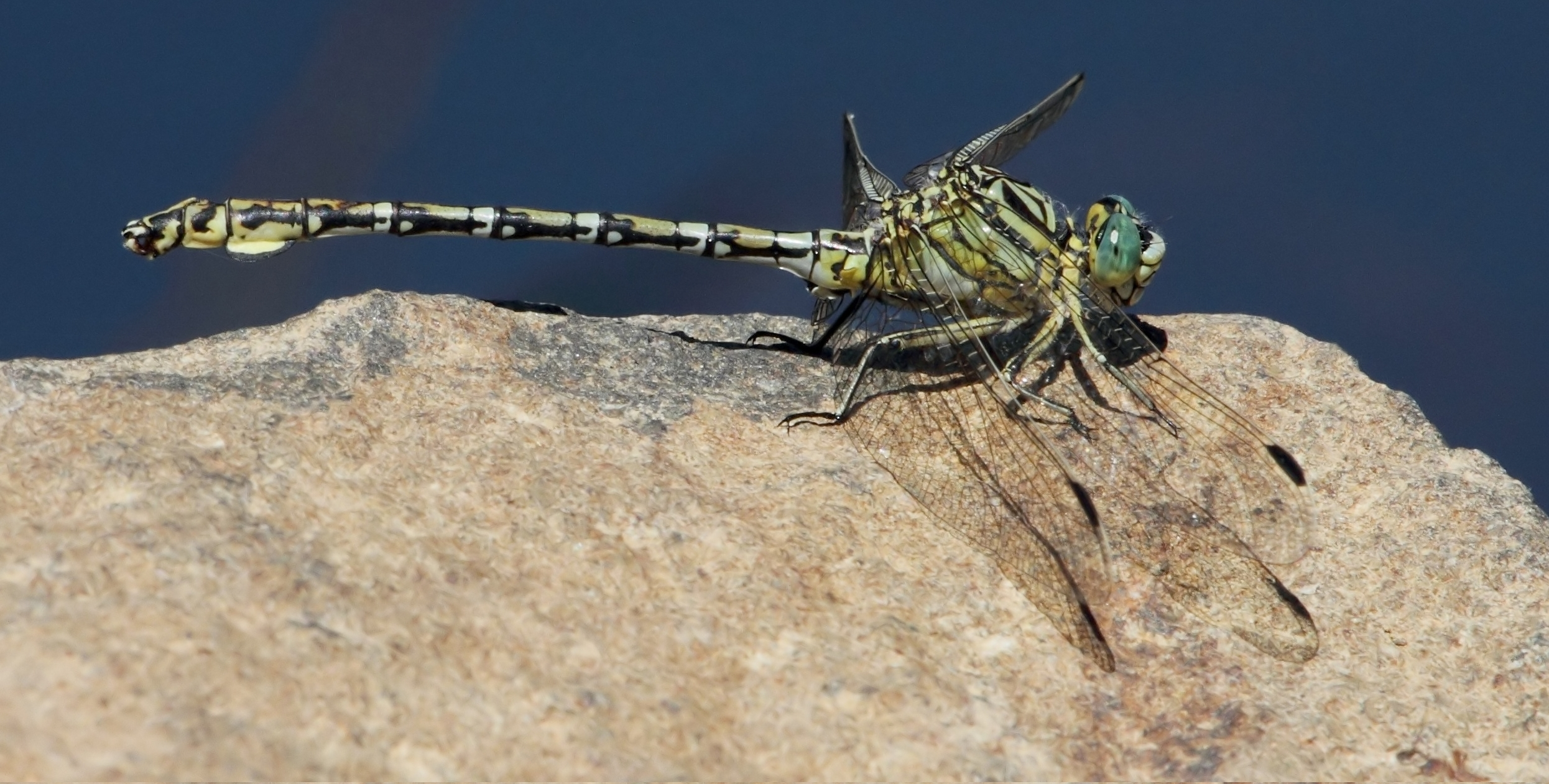